# A selyemlétra
A selyemlétra (olaszul La scala di seta) Gioachino Rossini egyfelvonásos operája. Szövegkönyvét Giuseppe Foppa írta. Ősbemutatójára 1812. május 9-én került sor a velencei Teatro Moiseben.

## Szereplők
| Szereplő                  | Hangfekvés |
| ------------------------- | ---------- |
| Dormont                   | tenor      |
| Giulia, nevelt lánya      | szoprán    |
| Lucilla, Giulia unokahúga | szoprán    |
| Dorvil                    | tenor      |
| Germano, inas             | bariton    |
| Blansac                   | bariton    |

## Cselekmény
Helyszín: Franciaország
Idő: 19. század elején
Dormont nevelt lánya, Giulia számára Blansacot szemelte ki férjül, de a lány Dorvilt szereti. Szerelmesének oda is ad egy selyemlétrát, hogy annak segítségével majd éjfélkor megszöktethesse. Megérkezik Lucilla is, akinek viszont megtetszik Blansac. Germano az öreg szolga rájön, hogy a szökésre és maga is fokozza a bonyodalmakat. Az ő segítségével Blansac tudomást szerez az éjszakai szökési kísérletről és elhatározza, hogy rajtaüt a szerelmeseken. A helyszínen azonban megjelenik Germano, Lucilla és Dormont is. A helyzet végül tisztázódik, Giulia Dorvil felesége lesz, Lucilla pedig Blansacé.

## Híres áriák
- Il mio ben sospiro e chiamo – Giulia áriája